# Guigou
Guigou (en àrab كيكو, Gīgū; en amazic ⴳⵉⴳⵓ) és una comuna rural de la província de Boulemane, a la regió de Fes-Meknès, al Marroc. Segons el cens de 2014 tenia una població total de 22.607 persones.